# آر في فرانكلين
آر في فرانكلين هي سفينة أبحاث في علم المحيطات وهيدروغرافية. شغلتها منظمة الكومنولث للبحوث العلمية والصناعية (CSIRO) كمرفق وطني بين عامي 1985 و2002. 